# Klaus J. Behrendt
Klaus Johannes Behrendt (Hamm, 7 febbraio 1960) è un attore tedesco.
Cresciuto a Ibbenbüren, ha studiato alla scuola d'arte drammatica di Hedi Höpfner ad Amburgo dal 1981 al 1984. In italia lo conosciamo nel ruolo del detective privato Alexander Stein nella serie poliziesca A.S. - Indagine a Berlino. Conosciuto soprattutto in patria, dal 1988 a tutt'oggi partecipa a varie produzioni televisive e cinematografiche.
È impegnato anche in ambito sociale con "Pro Futura" una associazione che aiuta adolescenti e disoccupati a trovare lavoro.

## Filmografia parziale

### Cinema
- Das Wunder von Lengede (2003)
- Die Stunde der Offiziere (2004)
- Killer Bees - Api assassine, regia di Michael Karen (2008)
- Rommel, regia di Niki Stein (2012)

### Televisione
- Wolff, un poliziotto a Berlino (Wolffs Revier) - serie TV, (1988)
- Schulz & Schulz - film TV,
- Un caso per due (Ein Fall für Zwei) – serie TV, (1981-2013)
- A.S. Indagini a Berlino - serie TV, episodio 29 (1995-1998)
- 14º Distretto (Großstadtrevier) - serie TV, (1986-in corso)
- Lady Cop - serie TV, (1994-2006)
- Kanzleramt - serie TV, (2005)
- Tatort - serie TV, (1970- in corso)
- Einfache Leute, regia di Thorsten Näter – film TV (2007)
- Anna Winter - In nome della giustizia - serie TV, (2007)
- Das Inferno – Flammen über Berlin - serie TV, (2007)
- Guter Junge, regia di Torsten C. Fischer – film TV (2008)